# Zveza držav Jugovzhodne Azije
Zveza držav Jugovzhodne Azije (angleško 'Association of Southeast Asian Nations', navadno s kratico ASEAN) je geopolitična in gospodarska organizacija desetih držav Jugovzhodne Azije. 8. avgusta leta 1967 so jo ustanovili Indonezija, Malezija, Filipini, Singapur in Tajska. Namenjena je pospeševanju gospodarske rasti, družbenega napredka in kulturnega razvoja članic ter zavzemanju za mir v regiji.
Združenje je na začetku sledilo predvsem političnim ciljem, med katerimi je bil najpomembnejši ohranitev miru in varnosti na območju jugovzhodne Azije. Po letu 1970 pa so države več sodelovanja namenile tudi sledenju ekonomskim ciljem. Kot rezultat tesnejšega ekonomskega sodelovanja so voditelji članic leta 1977 podpisali prvi trgovinski sporazum, vendar je bil njegov učinek na regijo zelo omejen. V letu 1992, delno tudi zaradi porajajočih se trgovinsko-političnih blokov, so se vlade odločile za oblikovanje prostotrgovinskega območja AFTA, ki je bila rezultat poskusa liberalizacije območja. Sporazum AFTA je pomenil korak naprej od sporazuma iz leta 1977, saj je znižal carine za veliko večino izdelkov, odpravil nekatere necarinske in trgovinske ovire ter količinske omejitve pri izvozu. Mnogi strokovnjaki so mnenja, da je ravno azijska finančna kriza v drugi polovici devetdesetih let dvajsetega stoletja znova porodila idejo regionalizma.

## Novi trgovinski blok
Omenjena kriza je pokazala, da so azijska gospodarstva pravzaprav tesno povezana. Večina strokovnjakov se strinja, da oblikovanje ekonomske skupnosti pomeni odgovor na oblikovanje in hitrejši razvoj podobnih regionalnih blokov, kot sta na primer NAFTA in EU. Nekateri strokovnjaki poudarjajo, da lahko z oblikovanjem regionalnih ekonomskih blokov tuje neposredne naložbe velikokrat ostajajo znotraj območja regije, kar se je dogajalo tudi v primeru EU. Morda bi na ta način iz ASEAN lahko nastal vodilni svetovni regionalni blok, kar danes ASEAN vsekakor še ni. Vendar pa bosta visoka kitajska gospodarska rast in poceni delovna sila še naprej tista ekonomska dejavnika, ki bosta tudi v prihodnosti ugodno vplivala na razvoj držav članic ASEAN.
Poleg tega pa namerava Peking v prihodnje velik del svojih naložb prenesti ravno v to regijo. Japonska pri gospodarskem in političnem vplivu na tem območju noče zaostajati in je leta 2002 predlagala sporazum o sodelovanju. Prav izjemno razvit proizvodni menedžment in informacijska tehnologija sta najpomembnejši pridobitvi za države ASEAN iz smeri Tokia.

## Generalni sekretarji ASEAN
| Generalni sekretarji ASEAN | Generalni sekretarji ASEAN        | Generalni sekretarji ASEAN |
| Ime                        | Obdobje                           | Država                     |
| -------------------------- | --------------------------------- | -------------------------- |
| H.R Dharsono               | 7. junij 1976 - 18. februar 1978  | Indonezija                 |
| Umarjadi Notowijono        | 19. februar 1978 - 30. junij 1978 | Indonezija                 |
| Datuk Ali Bin Abdullah     | 19. februar 1978 - 30. junij 1978 | Malezija                   |
| Narciso G. Reyes           | 1. julij 1980 - 1. julij 1982     | Filipini                   |
| Chan Kai Yau               | 18. julij 1982 - 15. julij 1984   | Singapur                   |

## Članice ASEAN
| Zastava | Država     | Glavno mesto        | Površina (km²) | Populacija (2004)        | Predsednik države                           | Predsednik vlade                            | Datum pridružitve |
| ------- | ---------- | ------------------- | -------------- | ------------------------ | ------------------------------------------- | ------------------------------------------- | ----------------- |
|         | Brunej     | Bandar Seri Begawan | 5,765          | 374,800 (ustaljeno 2004) | Haji Hassanal Bolkiah Mu'izzaddin Waddaulah | Haji Hassanal Bolkiah Mu'izzaddin Waddaulah | 7. januar 1984    |
|         | Kambodža   | Phnom Penh          | 181,035        | 14,131,000               | Norodom Sihamoni                            | Hun Sen                                     | 30. april 1999    |
|         | Indonezija | Džakarta            | 1,890,000      | 215,960,000              | Susilo Bambang Yudhoyono                    | Susilo Bambang Yudhoyono                    | 8. avgust 1967    |
|         | Laos       | Vientiane           | 236,800        | 5,758,000                | Khamtai Siphandon                           | Bounnhang Vorachith                         | 23. julij 1997    |
|         | Malezija   | Kuala Lumpur        | 330,257        | 23,671,000               | Tuanku Syed Sirajuddin                      | Abdullah Ahmad Badawi                       | 8. avgust 1967    |
|         | Mjanmar    | Yangon              | 676,577        | 54,745,000               | Than Shwe                                   | Soe Win                                     | 23. julij 1997    |
|         | Filipini   | Manila              | 300,000        | 82,664,000               | Gloria Macapagal - Arroyo                   | Gloria Macapagal - Arroyo                   | 8. avgust 1967    |
|         | Singapur   | Singapur            | 697            | 4,198,000                | Sellapan Ramanathan                         | Lee Hsien Loong                             | 8. avgust 1967    |
|         | Tajska     | Bangkok             | 513,254        | 64,470,000 (2003)        | Bhumibol Adulyadej                          | Thaksin Shinawatra                          | 8. avgust 1967    |
|         | Vietnam    | Hanoi               | 330,363        | 82,222,000               | Tran Duc Luong                              | Phan Van Khai                               | 28. julij 1995    |